# Order Krzyża Ziemi Maryjnej
Order Krzyża Ziemi Maryjnej (est. Maarjamaa Risti teenetemärk, ang. Order of the Cross of Terra Mariana) – odznaczenie Republiki Estonii nadawane wyłącznie cudzoziemcom. Przyznawany jest za wkład danej osoby w pogłębianie przyjaznych relacji z Estonią.

## Historia, organizacja i insygnia
Order Krzyża Ziemi Maryjnej został ustanowiony w 1995 dla uczczenia odzyskanej niepodległości Estonii; nazwa nawiązuje do władającego niegdyś na ziemiach nadbałtyckich zakonu krzyżackiego, patronką którego była Najświętsza Maryja Panna. Oficjalna nazwa dzisiejszej Łotwy i Estonii, pod panowaniem niemieckiego Zakonu Krzyżackiego, w latach 1207–1561, to Terra Mariana (pol. Ziemia Maryjna).
Order został zorganizowany według schematu Legii Honorowej: ma 5 klas zasadniczych, od Wielkiego Krzyża do Krzyża Kawalerskiego, i jedną dodatkową przy klasie I – Krzyż Wielki z łańcuchem (Maarjamaa Risti Teenetemärgi Kett).
Oznaką orderu na awersie jest emaliowany na biało krzyż z niebieskimi i czarnymi bordiurami, ze stylizowanymi w kształcie lilii, jednego z symboli maryjnych, inicjałami Republiki Estonii między ramionami, zawieszony na plakietce z godłem państwowym. Rewers oznaki nosi napis „Pro Terra Mariana”. W kształcie oznaka jest podobna do Krzyża Żelaznego z 1813, również nawiązującego do tradycji krzyżackiej. Gwiazda I i II klasy jest złota, ośmiopromienna i nosi na sobie oznakę orderu z herbem Estonii dodanym u zbiegu ramion. Łańcuch orderowy składa się z 24 ogniw, na przemian godła państwowego Estonii i oznaki orderowej. Order noszony jest na ciemnobłękitnej wstędze.
| Baretki Orderu Krzyża Ziemi Maryjnej | Baretki Orderu Krzyża Ziemi Maryjnej | Baretki Orderu Krzyża Ziemi Maryjnej | Baretki Orderu Krzyża Ziemi Maryjnej | Baretki Orderu Krzyża Ziemi Maryjnej |
| ------------------------------------ | ------------------------------------ | ------------------------------------ | ------------------------------------ | ------------------------------------ |
| I Klasa                              | II Klasa                             | III Klasa                            | IV Klasa                             | V Klasa                              |

Zwyczajowo prezydentowi elektowi Estonii zostaje nadany łańcuch orderu, który otrzymuje w dniu zaprzysiężenia. Jest to wyjątek od zasad nadawania, ponieważ order przeznaczony jest dla cudzoziemców.

## Odznaczeni (lista niepełna)
- Wielki Krzyż z łańcuchem
- Karol XVI Gustaw (1995)
- Małgorzata II (1995)
- Lennart Meri (założyciel orderu, 1995)
- Václav Havel (1996)
- Algirdas Brazauskas (1997)
- Harald V (1998)
- Aleksander Kwaśniewski (1998)
- Jacques Chirac (2001)
- Elżbieta II (2006)
- Akihito (2007)
- Juan Carlos I (2007)
- Bronisław Komorowski (2014)
- Andrzej Duda (2025)

Wielki Krzyż (bez łańcucha)
- Otto von Habsburg (1996)
- Gerhard Schröder (2000)
- Władysław Bartoszewski (2002)
- Marek Borowski (2002)
- Bronisław Geremek (2002)
- Jolanta Kwaśniewska (2002)
- Leszek Miller (2002)
- Longin Pastusiak (2002)
- Madeleine Albright (2004)
- George H.W. Bush, (2005)
- Bill Clinton (2006)
- Helmut Kohl (2006)
- Lech Wałęsa (2006)
- Zofia Grecka (królowa, 2007)
- Anna Komorowska (2014)
- Donald Tusk (2014)
- Bogdan Borusewicz (2014)
- Ewa Kopacz (2014)
- Radosław Sikorski (2014)
- Tomasz Siemoniak (2014)
- Krzysztof Penderecki (2014)
- Janusz Piechociński (2014)
- Beata Daszyńska-Muzyczka (2021)
- Agata Kornhauser-Duda (2025)